# Билинець найзапашніший
Билинець найзапашніший, билинець запашний (Gymnadenia odoratissima (L.) Rich. (Orchis odoratissima L.)) — багаторічна трав'яниста рослина родини зозулинцевих (орхідних). Кореневі бульби пальчастороздільні. Листки чергові, вузько-ланцетні, до верхівки стебла поступово зменшуються в розмірі, переходять у приквітки. Квітконосне стебло закінчується густим колосоподібним суцвіттям з дуже зигоморфними двостатевими лілово-пурпуровими квітками з циліндричною тупою шпоркою і з запахом ванілі. Плід — коробочка. Цвіте у червні — липні.

## Поширення
Поширений у Європі від північної Іспанії до західної Росії та від південної Швеції до Північної Македонії.
Зникаюча рослина (занесена до Червоної книги України). Трапляється дуже рідко в Лісостепу, на Поліссі, Опіллі, у Карпатах.

## Заготівля і зберігання

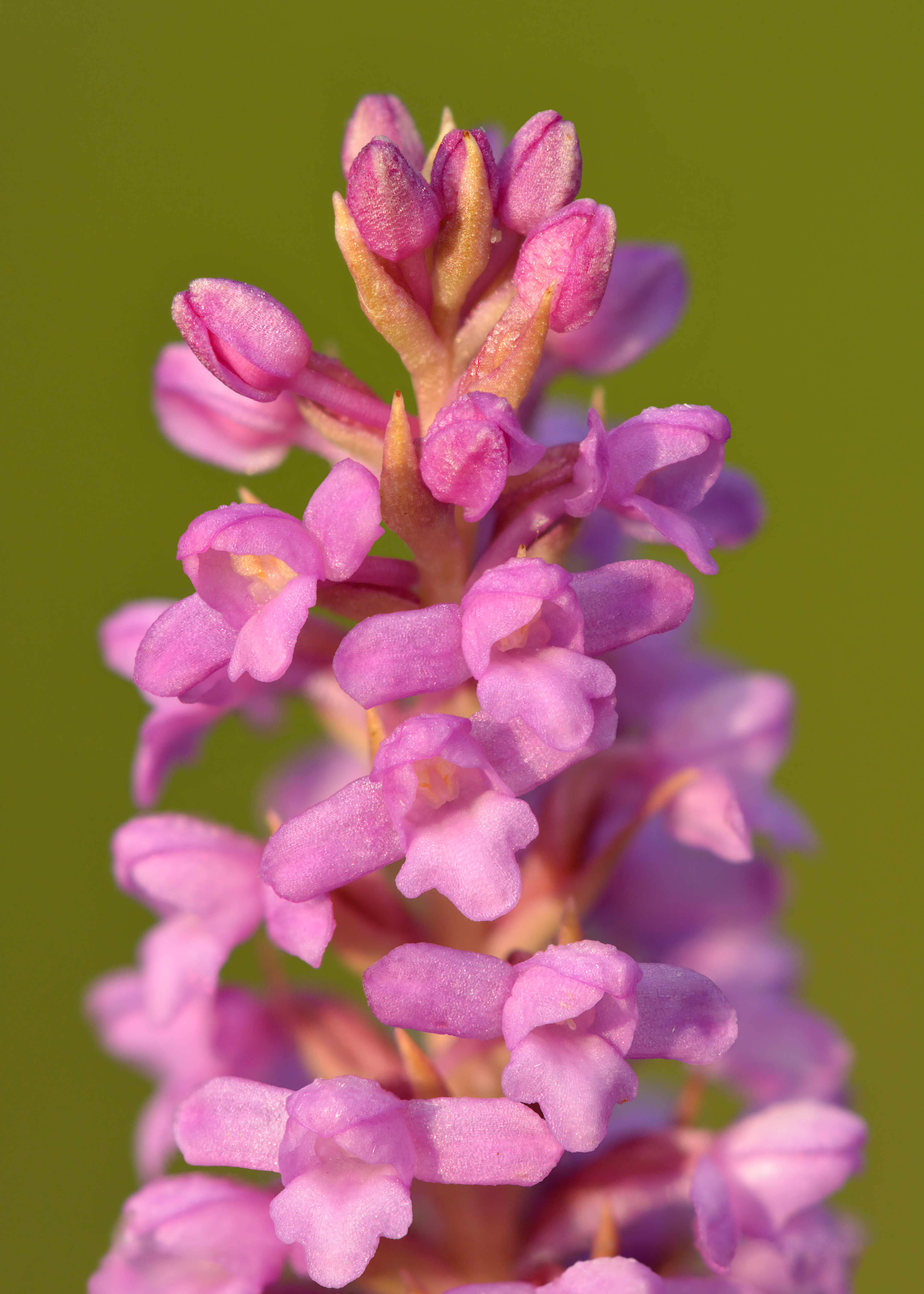

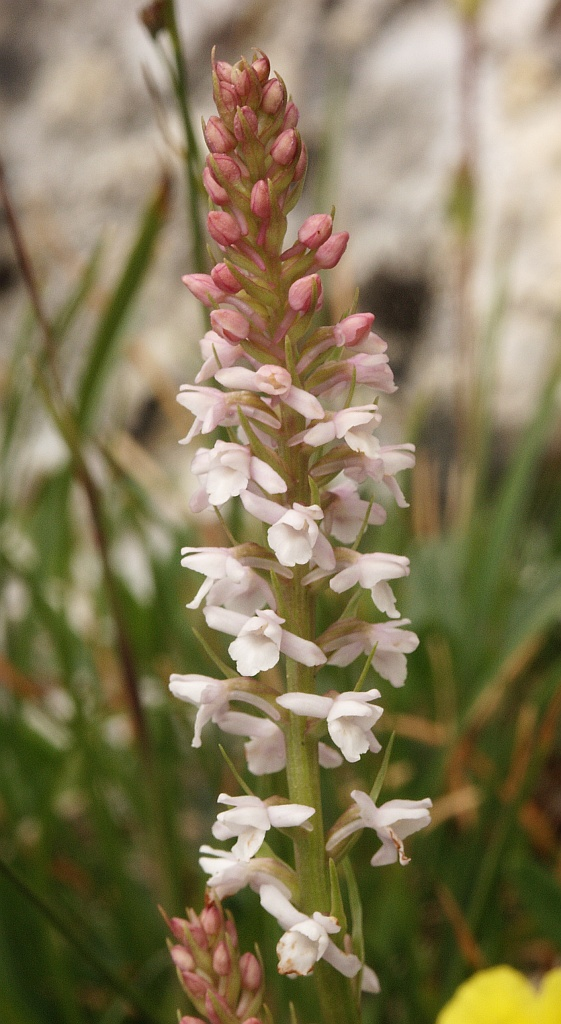
Gymnadenia odoratissima

Використовують бульбокорені, які збирають одразу після цвітіння рослини. Заготовляють лише молоді дочірні бульби, старі відкидають. Зібрані бульби добре миють, на 4—5 хв занурюють в окріп, а після цього сушать на відкритому повітрі, під наметом або в сушарці при температурі 50—55 Одержана таким чином сировина називається «бульби салеп» (Tubera salep). З 10 кг сирих бульб одержують 1 кг сухих. Зберігають у сухих, добре провітрюваних приміщеннях. Строк придатності — 6 років. Аптеки салеп не відпускають

## Хімічний склад
Бульбокорені містять слиз (50%), крохмаль (27%), декстрин, пентозани, сахарозу тощо.

## Фармакологічні властивості і використання
Препарат з билинця — салеп — добрий обволікаючий, протизапальний і загальнозміцнюючий засіб. Він перешкоджає всмоктуванню шкідливих речовин з шлунково-кишкового тракту. Як обволікаючий і протизапальний засіб салеп призначають при гострих і хронічних захворюваннях дихальних шляхів, при запаленні шлунково-кишкового тракту. Ефективним є використання салепу при бронхітах, гастроентеритах, колітах і виразковій хворобі. Слиз салепу п'ють при отруєнні, щоб затримати всмоктування отрути. Застосовують у вигляді слизу перорально і в клізмах. Дійовим засобом вважається салеп при загальному виснаженні організму, зумовленому тривалими кровотечами, фізичною і розумовою перевтомою, туберкульозом та ін. Настій старих бульб вважається абортивним засобом, а траву з молодими бульбами рекомендують при неплідності. Листки прикладають до наривів. Насіння використовувалось при епілепсії.

## Охорона рослини
Зникаючий вид.
Занесено до Додатку ІІ CITES. Охороняється в Карпатському БЗ, ПЗ "Медобори" (відділення "Кременецькі гори"), в НПП Карпатському, "Синевир" і "Сколівські Бескиди". Потребує підтвердження більшості місцезнаходжень, уточнення ареалу та умов місцезростання, насамперед у рівнинних областях, режимів заповідності та заказного. Заборонено заготівлю рослин, випас, меліоративні роботи.